# كاستروريالي
كاستروريالي (بالإيطالية: Castroreale)‏ هي بلدية في مقاطعة ميسينا في صقلية الإيطالية.

## السكان
في سنة 1861 بلغ عدد السكان 2٬948 نسمة، وتطور العدد ليصل في سنة 2011 لـ 2٬548 نسمة.
يظهر هذا المخطط البياني تطور النمو السكاني لـ كاستروريالي